# Danh sách điển tịch văn học cổ điển Trung Quốc

## Biền văn
- Kinh Thi
- Sở Từ
- Lưỡng Hán Nhạc Phủ
- Dân ca Ngụy Tấn Nam Bắc Triều
- Phú
- Đường Thi tam bách thủ
- Tống Từ tam bách thủ
- Nguyên Khúc tam bách thủ
- Toàn Đường Thi
- Toàn Tống Từ
- Toàn Nguyên Khúc
- Thi Thoại Tổng Quy

## Biệt tậpvàVăn tập
- Toàn Đường Văn
- Cổ Văn Quan Chỉ

## Bình luận văn học
- Văn Tâm Điêu Long
- Văn Tắc
- Văn chương tinh nghĩa
- Văn tuyển - Tiêu Thống nhà Lương, Nam Triều biên
- Thi phẩm
- Nhân gian từ thoại

## Tiểu thuyết
- Nhị phách
- Tam quốc diễn nghĩa
- Phong thần diễn nghĩa
- Kính hoa duyên
- Tam ngôn
- Thuyết Nhạc Toàn Truyện
- Dương Gia Tướng
- Thuyết Đường
- Thủy hử
- Tam hiệp ngũ nghĩa
- Thất hiệp ngũ nghĩa
- Hồng lâu mộng
- Kim Bình Mai
- Thanh lâu mộng
- Tây du ký
- Kì Lộ Đăng
- Liêu trai chí dị
- Nho lâm ngoại sử
- Lão Tàn du ký
- Nhị thập niên mục đổ chi quái hiện trạng
- Nghiệt Hải Hoa
- Quan trường hiện hình ký
- Giác thế danh ngôn thập nhị lâu
- Vô Thanh Hí
- Nhục bồ đoàn
- Phù Sinh lục ký
- Dã tẩu bộc ngôn
- Cửu vĩ quy
- Phẩm hoa bảo giám

## Hí kịch

### Thời Nguyên
- Tây sương ký (Vương Thực Phủ) (tên đầy đủ là Thôi Oanh Oanh đãi nguyệt Tây sương ký)
- Triệu Thị cô nhi (Kỉ Quân Tường)
- Hán Cung Thu (Mã Trí Viễn)
- Lục Quỷ Bộ (Chung Tự Thành)
- Thái Hòa chính âm phổ (Minh Chu Quyền)
- Đậu Nga Oan (Quan Hán Khanh) (tên đầy đủ là Cảm thiên động địa Đậu Nga)
- Tiễn đại duẫn trí sủng Tạ Thiên Hương (Quan Hán Khanh)
- Đỗ Nhị Nương trí thưởng Kim Tiễn Trì (Quan Hán Khanh)
- Vọng giang đình trung thu thiết quái đán (Quan Hán Khanh)
- Triệu Phán Nhi phong nguyệt cứu phong trần (Quan Hán Khanh)
- Ôn Thái Chân Ngọc Kính Đài (Quan Hán Khanh)
- Bao đãi chế tam khám Hồ Điệp Mộng (Quan Hán Khanh)
- Bao đãi chế trí trảm Lỗ Trai Lang (Quan Hán Khanh)
- Uý Trì Cung đơn tiên đoạt sóc (Quan Hán Khanh)
- Ô bồn ký (tên đầy đủ là Đinh đinh đang Bồn Nhi quỷ)
- Bao Long đồ trí trám hợp đồng văn tự

### Thời Minh
- Mẫu đơn đình (Thang Hiển Tổ)
- Tinh Trung kì (Phùng Mộng Long)
- Kiều Hồng kì (Mạnh Xưng Thuấn)
- Hoài Hương ký (40 xuất) (Lục Thái)
- Thái Hào ký (42 xuất) (Đồ Long)
- Vận Bích ký (40 xuất) (Ngô Khâu Thụy)
- Loan Tì ký (27 xuất) (Diệp Hiến Tổ)
- Ngọc Hợp ký (40 xuất) (Mai Đỉnh Tộ)
- Kim Liên ký (36 xuất) (Trần Nhữ Nguyên)
- Tứ Hi ký (42 xuất) (Tạ Đảng)
- Tú Nhu ký (41 xuất) (Từ Lâm)
- Thanh Sam ký (30 xuất) (Cố Đại Điển)
- Hồng Lê ký (30 xuất) (Từ Phức Tộ)
- Phần Hương ký (40 xuất) (Vương Ngọc Phong)
- Hà Tiên ký (30 xuất) (Vô Danh Thị)
- Tây Lâu ký (40 xuất) (Viên Vu Lệnh)
- Đầu thoa ký (32 xuất) (Từ Phức Tộ)
- Ngọc Hoàn ký (34 xuất) (Dương Nhu Thắng)
- Kim Tước ký (30 xuất) (Vô Tâm Tử)
- Tặng Thư ký (32 xuất) (Vô Danh Thị)
- Cẩm Tiên ký (40 xuất) (Chu Lý Tĩnh)
- Tiêu Mạt ký (36 xuất) (Đơn Bản)
- Tử Tiêu ký (34 xuất) (Thang Hiển Tổ)
- Thủy hử ký (32 xuất) (Hứa Tự Xương)
- Ngọc Quyết ký (36 xuất) (Trịnh Nhược Dung)
- Quán Viên ký (30 xuất) (Trương Phượng Dực)
- Chủng Ngọc ký (30 xuất) (Uông Đình Nột)
- Song Liệt ký (44 xuất) (Trương Tứ Duy)
- Sư hống ký (30 xuất) (Uông Đình Nột)
- Nghĩa hiệp ký (36 xuất) (Thẩm Cảnh)
- Bạch thỏ ký (33 xuất) (Vô Danh Thị)

### Thời Thanh
- Đào Hoa Phiến (Khổng Thượng Nhâm)
- Trường Sinh Điện (Hồng Thăng)
- Lôi Phong Tháp (Phương Thành Bồi)
- Thanh Trung Phả (Lý Ngọc)
- Mạt Lăng Xuân truyền kì (Ngô Vĩ Nghiệp)
- Lâm Xuân Các (Ngô Vĩ Nghiệp)
- Thông Thiên Đài (Ngô Vĩ Nghiệp)

### Số khác
- Hắc Toàn Phong song hiến công
- Tu Cổ Đại Phu tối Phạm Thúc
- Sở Chiêu Công sơ giả hạ huyền
- Bố Đại hòa thượng nhẫn tự ký
- Bao Long Đồ trí khám hậu đình hoa
- Khán Tiễn nô mãi oan gia trái chủ
- Thôi Phủ Quân đoạn oan gia trái chủ
- Bùi Thiểu Tuấn Tường đầu mã thượng
- Đường Minh Hoàng thu dạ Ngô Đồng Vũ
- Hoa gian tứ hữu đông hoa mộng
- Giang Châu Tư Mã Thanh sam lệ
- Tây Hoa Sơn Trần Đoàn cao ngọa
- Lữ Đổng Tân tam túy nhạc dương lâu
- Mã Đan Dương tam độ nhâm phong tử
- Bán dạ Lôi Oanh tiến phúc bi
- Hàm Đan đạo tỉnh ngộ hoàn lương mộng
- Đồng nhạc viện Yên Thanh bác ngư
- Tiện nghi hành sự Hổ Đầu Bài
- Trương Thiên Sư đoạn phong hoa tuyết nguyệt
- Tứ thừa tương cao hội Lệ Xuân đường
- Tán gia tài thiên tứ lão sinh nhi
- Bao đãi chế trí trám sinh kim các
- Cứu hiếu tử hiền mẫu bất nhận thi
- Thuyết Ngư chư Ngũ Viên xuy tiêu
- Nguyệt Minh hòa thượng độ Liễu Thúy

## Du ký
- Từ Hà khách du ký (Từ Hoằng Tổ)
- Đại Đường Tây Vực ký

## Phương chí
- Tấn địa đạo ký
- Bác Vật ký (Trương Hoa)
- Tây chinh ký (Đới Duyên Chi)
- Bắc chinh ký (Từ Tề Dân)
- Đông Kinh phú
- Quyết Lục chú
- Tam Tần ký (Tân Thị)
- Tam Phụ hoàng đồ
- Quan Trung ký (Phan Nhạc)
- Trần Lưu chí
- Việt Tuyệt
- Bắc Chinh ký (Phục Thao)
- Tam Tề ký
- Kinh Châu ký
- Nam Đô phú
- Tương Dương kì cựu truyện
- Tương Trung ký (La Hàm)
- Doanh Dương quận ký
- Thủy An quận ký
- Thủy Hưng quận ký
- Tương Đông ký
- Ngô Hưng ký
- Ngô Lục
- Ngô Địa ký
- Dự Chương ký
- Dự Chương cựu chí
- Đàm Dương tử ký
- Quảng chí
- Quảng chí dịch
- Đông Dương ký
- Ba ký
- Ích Châu ký (Nhâm Dự)
- Thục Đô phú
- Thượng Đảng ký
- Tần Châu ký (Quách Trọng Sản)
- Giao Châu ký
- Hoa Dương quốc chí (Thường Cư – Đông Tấn)
- Đại Thanh nhất thống chí
- Hà Đồ tượng vĩ
- Hà Nguyên chí
- Vũ Cống
- Linh Sơn đạo kinh
- Lộ Thủy khách đàm
- Dư địa chí
- Cung Uyển ký
- Xuyết Canh lục
- Di Kiên tục chí
- Thủy Nghị
- Trà Kinh thủy biện
- Kim Lăng chí
- Nghĩa Hưng ký
- Đồ Kinh
- Sử ký chính nghĩa
- Nhất Thống chí
- Nguyên Hòa chí (thời Đường)
- Dư địa kỉ thắng
- Quảng Châu ký
- Nam Khang ký
- Nam Trung hoa mộc ký
- Lôi Công miếu ký
- Cổ chí
- Lương Châu chí

## Thực lục
- Kiến Khang thực lục (Hứa Tung - Đường)
- Minh thực lục
- Thanh thực lục